# Cantonul Gap-Sud-Ouest
Cantonul Gap-Sud-Ouest este un canton din arondismentul Gap, departamentul Hautes-Alpes, regiunea Provence-Alpes-Côte d'Azur, Franța.

## Comune
- Gap (parțial)